# Пам'ятники Луцька
У сучасному Луцьку встановлено ряд пам'ятників, меморіальних і пам'ятних знаків, які вшановують різних осіб і події, пов'язані з історією міста, а також просто естетично збагачують міський простір.
У місті, як на його величину та статус обласного центру, пам'ятників відносно небагато (місто не перевантажене міською скульптурою), однак більшість зі зразків міської скульптури Луцька є високохудожніми творами, розташовані гармонійно, ідеально вписуються у міський ландшафт, мають чітке історичне, виховне, меморіальне значення.
Ще однією особливістю сучасних пам'ятників Луцька (кінець 2010-х рр.) є те, що переважна їх більшість за часом спорудження і відкриття належить до новітнього часу (період Незалежності України, тобто від 1991 року), тоді як зразки радянської міської скульптури пропагандистського та антиукраїнського спрямування в місті (яких теж було небагато) в цей же період було прибрано.
Цікавинкою розташування пам'ятників двом славетним майстрам українського слова у місті є те, що перед будівлею місцевого драмтеатру, імені Т. Г. Шевченка, від 1977 року підноситься пам'ятник Лесі Українці, тоді як перед Волинським національним університетом, який носить ім'я Лесі Українки, 1995 року споруджено пам'ятник Кобзареві. Така невідповідність має ідеологічне підґрунтя. На місці пам'ятника Шевченку за СРСР стояв пам'ятник Леніну, і його альтернативою в незалежній Україні було обрано саме Шевченка. Ця ситуація час від часу породжує дискусії про її виправлення, причому як шляхом перейменування установ, так і перенесення пам'ятників.
| Назва | Рік встановлення    | Розташування | Фото | Короткі відомості |
| Тарасу Шевченку | 1964                | мікрорайон Вересневе на вулиці Корольова ,10                                                                            |      | Завдячують появі тут пам'ятника Кобзарю, найімовірніше, найстарішому на Волині, колишньому директору цукрового заводу Михайлові Мажарі, який у 1958 році очолив це підприємство. Відтоді й став активно опікуватися благоустроєм усього селища, де під його егідою було зведено будинок культури (до 1962 року), закладено мальовничий парк із фонтанами й колонами. А скульптуру Шевченка з ініціативи Михайла Герасимовича сюди привезли вже готову, встановленням її опікувався колишній виконроб Іван Вознюк. |
| Лесі Українці | 1966                | на головній алеї Центрального парку культури і відпочинку імені Лесі Українки                                           |      | Пам'ятник містить певну суперечність: скульптура представляє Лесю Українку в молодості, приблизно в тому віці, коли вона жила в Луцьку; проте слова з «Лісової пісні», викарбувані поруч, Леся Українка написала наприкінці життя. Скульптор Лев Муравін. |
| Братська могила воїнів ВВВ, стела                                                                                   | 1976                | у парку «Меморіал вічної слави»                                                                                         |      | Складається з обеліска заввишки 40 метрів, у підніжжі якого стоїть бронзова скульптура Матері-Батьківщини заввишки 9 метрів, перед якою розташовано вічний вогонь. З боків монумента — бронзові барельєфи солдатів-визволителів Луцька і партизанів. Зірку спроєктував Карабулін Борис Миколайович. Цікаво, що чимало людей помилково сприймають скульптуру Матері-Батьківщини за скульптуру Лесі Українки. |
| Пам'ятник невідомому солдату, меморіальний комплекс                                                                 | 1976                | у парку «Меморіал вічної слави»                                                                                         |      | |
| Волинянам-солдатам останнього призову ІІ Світової війни, пам'ятний знак                                             | 1976                | у парку «Меморіал вічної слави»                                                                                         |      | На плиті пам'ятного знаку викарбувано напис: Синам Волині останнього воєнного призову. Вони служили в запасних військових частинах і не загинули від ворожих куль, померли від голоду і холоду у 1944—1945 рр.. |
| Пам'ятник Лесі Українці                                                                                             | 1977                | перед будівлею Волинського академічного музично-драматичного театру ім. Т. Г. Шевченка на Театральному майдані          |      | Пам'ятник славетній українській поетесі Лесі Українці було урочисто відкрито 19 серпня 1977 року. Автори пам'ятника — скульптори М. Обезюк і А. Німенко та архітектори В. Жигулін і С. Кілессо. |
| Пам'ятник «Слава Праці»                                                                                             | кінець 1980-х років | у сквері на вулиці Рівненській                                                                                          |      | Автор – заслужений архітектор та скульптор В. Г. Гнєзділов. Розглядається питання про знесення або перенесення пам'ятника. |
| Лесі Українки, бюст                                                                                                 | 1986                | на фасаді корпусу № 1 Волинського національного університету (вул. Винниченка, 30)                                      |      | Це погруддя Лесі Українки — робота скульпторки Галини Кальченко. Встановлене 1986 року на честь 115-ї річниці від дня народження письменниці. Розташоване біля центрального входу до юридичного корпусу Волинського національного університету ім. Лесі Українки (на час встановлення там розміщувався головний корпус Луцького педагогічного інституту. |
| Тарасу Шевченку | 1995                | перед центральним корпусом Волинського національного університету на проспекті Волі, 13                                 |      | Пам'ятник великому українському поету і мислителю Тарасу Григоровичу Шевченку було урочисто відкрито в 181-шу річницю дня народження цього великого українця — 9 березня 1995 року. Автори пам'ятника — скульптор Едгар Кунцевич та архітектори Олег Стукалов і Андрош Бідзіля. Монумент споруджено на пожертви громадян. |
| Святому Миколаю, пам'ятний знак                                                                                     | 2000                | біля будівлі Луцької міської ради (вул. Б. Хмельницького, 19) на розі вулиць Б. Хмельницького та Кривий Вал.            |      | Пам'ятний знак заступнику і покровителю Луцька Святому Миколі було урочисто відкрито 23 квітня 2000 року. Автор пам'ятника — скульптор Ярослав Скакун. |
| на честь 2000-ліття Різдва Христового, пам'ятний знак                                                               | 2000                | неподалік Свято-Покровської церкви на вулиці Данила Галицького                                                          |      | Пам'ятний знак на честь двохтисячоліття Різдва Христового було відкрито 2000 року. Автор — скульптор Микола Сівак. |
| Борцям за волю України, монумент-каплиця                                                                            | 2001                | перед будівлею Волинської обласної державної адміністрації та обласної ради на Київському майдані (композиційний центр) |      | Пам'ятник-каплицю Борцям за волю України було споруджено в ході облаштування цілісного ансамблю майдану на початку 2000-х рр. (роботи тривають і наприкінці цього десятиріччя). Над проєктом працювала група архітекторів та конструкторів на чолі з Андрошем Бідзілею. |
| Волинянам, що загинули при виконанні інтернаціонального обов'язку, меморіальний пам'ятний знак                      | 2002                | у парку «Меморіал вічної слави»                                                                                         |      | |
| Михайлові Грушевському                                                                                              | 2002                | у центрі майдану Грушевського (перед кінотеатром «Промінь»)                                                             |      | Пам'ятник голові Центральної Ради УНР (наступницею якої є сучасна Україна), вченому-історикові та громадському діячеві М. С. Грушевському було урочисто відкрито 2002 року. Автори пам'ятника — місцеві скульптор Ярослав Скакун та архітектор Андрош Бідзіля. |
| Жертвам депортації українців з етнічних земель у Польщі, пам'ятний знак                                             | 2002                | у парку «Меморіал вічної слави»                                                                                         |      | Пам'ятний знак установлено й урочисто відкрито на День Незалежності України (24 серпня) 2002 року. |
| на честь 1010-ліття заснування Волинської єпархії, пам'ятний знак                                                   | 15 червня 2003      | біля Покровської церкви на вулиці Данила Галицького                                                                     |      | |
| Жертвам московсько-кадебістських катів, монумент                                                                    | 2004                | на вулиці Кафедральній, ліворуч від входу до собору апостолів Петра і Павла                                             |      | 23 червня 1941 року під мурами Луцької фортеці НКВС-івці розстріляли близько чотирьох тисяч патріотів України. Монумент на честь жертв розстрілів московсько-кадебістських катів було відкрито 2004 року. Автор — архітектор Андрош Бідзіля. Монумент установлено з ініціативи Обласної Асоціації волинських незалежних письменників ім. Павла Чубинського, коштом Луцької міськради й родини Ничипоруків (Канада).                                                                                               |
| Ліквідаторам аварії на ЧАЕС та постраждалим внаслідок Чорнобильської катастрофи 26 квітня 1986 року, пам'ятний знак | 2008                | у парку «Меморіал вічної слави»                                                                                         |      | Згори пам'ятний знак має вигляд символу радіаційної небезпеки. Центральна скульптура зображає херувима. |
| Швейкові | 2009 (?)            | на вулиці Лесі Українки, 56, перед пивним рестораном «Бравий Швейк»                                                     |      | Біля пивниці на пішохідній вулиці середмістя. Бронзову фігуру Швейка виливали у Харкові на замовлення, а проєкт виконав рівненський архітектор. |
| Теодоровичу Миколі Івановичу, пам'ятний знак                                                                        | 2010                | біля Покровської церкви                                                                                                 |      | Вшановує пам'ять історика Миколи Теодоровича, створений Іриною Дацюк, встановлений біля Свято-Покровського храму, який імовірно відвідував Микола Теодорович, і біля якого можливо поховані його родичі. |
| Олені Пчілці | 2011                | на Вулиці Шопена, 11 перед Волинською обласною універсальною науковою бібліотекою ім. Олени Пчілки                      |      | 29 червня у Луцьку з нагоди 162-ї річниці від дня народження урочисто відкрито пам'ятник видатному українському літератору та громадському діячеві, матері Лесі Українки — Олені Пчілці. Його автором є заслужений скульптор України Микола Обезюк. |
| Костеві Шишку, неофіційно «луцькому інтелігенту»                                                                    | 2013                | сквер на перехресті вулиць Лесі Українки та Кривий вал                                                                  |      | Встановлений на пам'ять про луцького поета-шістидесятника, художника Костя Шишка. Скульптура виконана за проєктом Ірини Дацюк. За версією заступника тодішнього луцького міського голови Святослава Кравчука, скульптура уособлює людину-інтелігента. В радянський час неподалік цього місця розташовувалося популярне кафе «Лакомка», де часто збиралися інтелігенти міста. |
| Загиблим Героям Небесної сотні з Луцька                                                                             | 2015                | у парку «Меморіал вічної слави»                                                                                         |      | Зображає Василя Мойсея, Олександра Бадеру, Сергія Байдовського, Едуарда Гриневича, Юрія Сидорчука, Івана Тарасюка та Віктора Хом'яка. |
| Андрієві Кузьменку (Кузьмі Скрябіну)                                                                                | 2015, 2016          | на території рекреаційного комплексу «Сіті-парк»                                                                        |      | Першу версію за проєктом Ірини Дацюк встановлено в 2015 році. Другу, за проєктом Тараса та Богдана Цюпи, встановлено замість неї в 2016 році через критику попереднього пам'ятника. |
| Волинському князю                                                                                                   | 2016                | подвір'я Луцького замку                                                                                                 |      | Скульптуру створено 2002 року під час скульптурного салону, автор Сергій Зінець. Спочатку розташовувалася на проспекті Волі. Статус пам'ятника надано в 2016 за ідеєю Віктора Чухрая. |
| Християнському милосердю волинян                                                                                    | 2016                | подвір'я Хресто-Воздвиженського храму                                                                                   |      | Відкритий у День пам'яті жертв голодоморів в Україні, 26 листопада. Вшановує волинян, які в 1946-1947 роки безкорисливо рятували голодуючих зі Сходу, Півдня, Центру України та прилеглих областей Росії. Автор ідеї цього пам'ятника — уродженець Запорізької області Григорій Гуртовий, який в ті часи знайшов прихисток на Волині. Авторка пам'ятника — Ірина Дацюк. |
| Студенту | 2019                | подвір'я Луцького національного технічного університету                                                                 |      | Встановлено на честь 53-ї річниці Луцького національного технічного університету. |
| Українським ветеранам ПДВ                                                                                           | 2020                | у парку «Меморіал вічної слави»                                                                                         |      | |
| Анні Київській | 2020                | на проспекті Волі, 3 |      | Відкрито в рамках VI Міжнародного фестивалю мистецтв «Anne de Kyiv Fest». Належить до серії пам'ятників Анні Київській у ключових містах Європи на її шляху до Франції, одним з яких був Луцьк. |

## Виноски
1. ↑  У Луцьку хочуть поміняти місцями пам’ятники Лесі Українці та Тарасу Шевченку. Волинь24 (англ.). Процитовано 25 вересня 2020.
2. ↑  Пам’ятник Лесі Українці – 1966 р. Луцьк. www.l-ukrainka.name. Процитовано 16 липня 2021.
3. ↑  Бондаренко, Геннадій; Кузьмич, Микола (2010). Увічнення історичних постатей та важливих подій у пам’ятниках Луцька. Краєзнавство. Т. 4. с. 16—25.
4. ↑  Невідомий пам'ятник Лесі Українці у Луцьку. ФОТО. ВолиньPost (англ.). Процитовано 16 липня 2021.
5. 1 2 3 4 5 6  Пясецький В., Мандзюк Ф. Вулиці і майдани Луцька. Історико-краєзнавчий довідник., Луцьк: Видавництво обласної друкарні., 2005 ISBN 966-361-050-6
6. ↑  Мерія не зноситиме пам'ятник «Слава праці». ФОТО. Волинські новини. 17 серпня 2011. Архів оригіналу за 18 червня 2023. Процитовано 12 лютого 2025.
7. ↑  Пам’ятник Лесі Українці – 1986 р. Луцьк. www.l-ukrainka.name. Процитовано 16 липня 2021.
8. ↑  Бронзовий Швейк сів перепочити[недоступне посилання з липня 2019] // ст. газ. «Сім'я і Дім»
9. ↑  У Луцьку відкрили пам’ятник Миколі Теодоровичу. Фото. Волинські новини. Процитовано 16 липня 2021.
10. ↑  http://perec.in.ua/news/7728/%5Bнедоступне+посилання+з+липня+2019%5D
11. ↑  У Луцьку – скандал через пам’ятник відомому поетові. ФОТО. ВІДЕО. ВолиньPost (англ.). Процитовано 16 липня 2021.
12. ↑  Кому поставили пам’ятник у Луцьку? | Вісник. archive.visnyk.lutsk.ua. Процитовано 16 липня 2021.
13. ↑  У Луцьку відкрили пам’ятник загиблим Героям Небесної сотні. Громадське.Волинь (укр.). 23 серпня 2015. Архів оригіналу за 15 липня 2021. Процитовано 15 липня 2021.
14. ↑  Пам'ятники - «Пам’ятник Андрію Кузьменку» - просп. Волі, 49а, Луцьк. discover.ua (укр.). Процитовано 15 липня 2021.
15. ↑  У замку Любарта відкрили «пам’ятник волинському князю». Волинські новини. Процитовано 15 липня 2021.
16. ↑  У Луцьку в День пам'яті жертв голодоморів відкрили пам’ятник Християнському милосердю волинян. www.lutskrada.gov.ua. Процитовано 19 липня 2021.
17. ↑  Хто згадає про Милосердя: обіцяний пам’ятник авторства Ірини Дацюк встановлюють 7 років. Район. Луцьк. 04 Січня 2016. Процитовано 7 червня 2024.
18. ↑  У Луцьку відкрили пам’ятник студенту - кубик. www.volyn.com.ua. 2 липня 2019. Процитовано 15 липня 2021.
19. ↑  Літвицька, Лариса (12 вересня 2020). "Шлях королеви": Луцьку подарували пам'ятник Анни Київської. Суспільне | Новини (укр.). Процитовано 15 липня 2021.